# George Francis FitzGerald
George Francis FitzGerald (Dublín, 3 d'agost de 1851 – Dublín, 21 de febrer de 1901) fou un físic irlandès del Trinity College de Dublín.
FitzGerald és conegut pel seu treball en teoria electromagnètica i per la contracció de Lorentz-FitzGerald, que es va convertir en una part integral de la teoria especial de la relativitat d’Albert Einstein. Un cràter a l'altre costat de la Lluna porta el seu nom, igual que un edifici a TCD.

## Biografia
FitzGerald va néixer al número 19, Lower Mount Street de Dublín el 3 d'agost de 1851, fill del reverend William FitzGerald i la seva dona Anne Frances Stoney (germana de George Johnstone Stoney i Bindon Blood Stoney). Professor de Filosofia Moral a Trinity i vicari de St Anne's, Dawson Street, en el moment del naixement del seu fill, William FitzGerald va ser consagrat bisbe de Cork, Cloyne i Ross el 1857 i traduït a Killaloe i Clonfert el 1862. George va tornar a Dublín i va entrar en TCD com a estudiant als 16 anys, guanyant una beca el 1870 i graduant-se el 1871 en Matemàtiques i Ciències Experimentals. Es va convertir en Fellow of Trinity el 1877 i va passar la resta de la seva carrera allà, convertint-se en professor de filosofia natural i experimental d'Erasmus Smith el 1881. Era nebot, per part de mare, de George Johnstone Stoney, el físic irlandès que encunyà el terme electró.
George tornà a Dublín per ingressar al Trinity Collegue com a estudiant el 1867. Es convertí en fellow del Trinity College el 1877 i hi passà la resta de la seva carrera. Després de sofrir problemes digestius durant llarg temps, morí a la seva casa per una perforació d'úlcera d'estómac mesos als 49 anys.

## Vida i treball en física
Juntament amb Oliver Lodge, Oliver Heaviside i Heinrich Hertz, FitzGerald va ser una figura destacada del grup de "Maxwellians" que va revisar, ampliar, aclarir i confirmar les teories matemàtiques de James Clerk Maxwell sobre el camp electromagnètic durant la dècada de 1870 i la dècada de 1880.
El 1883, seguint les equacions de Maxwell, FitzGerald va ser el primer a suggerir un dispositiu per produir corrents elèctrics que oscil·lin ràpidament per generar ones electromagnètiques, un fenomen que el físic alemany Heinrich Hertz va demostrar per primera vegada que existia experimentalment el 1888.
El 1883, va ser elegit membre de la Royal Society. El 1899, va ser guardonat amb una Medalla Reial per les seves investigacions en física teòrica. El 1900, va ser nomenat membre honorari de la Royal Society of Edinburgh.
FitzGerald va patir molts problemes digestius durant gran part de la seva vida escurçada. Es va posar molt malalt amb problemes d'estómac. Va morir a casa seva, 7 Ely Place a Dublín, poc després d'una operació d'una úlcera perforada el 21 de febrer de 1901. Està enterrat al cementiri de Mount Jerome.

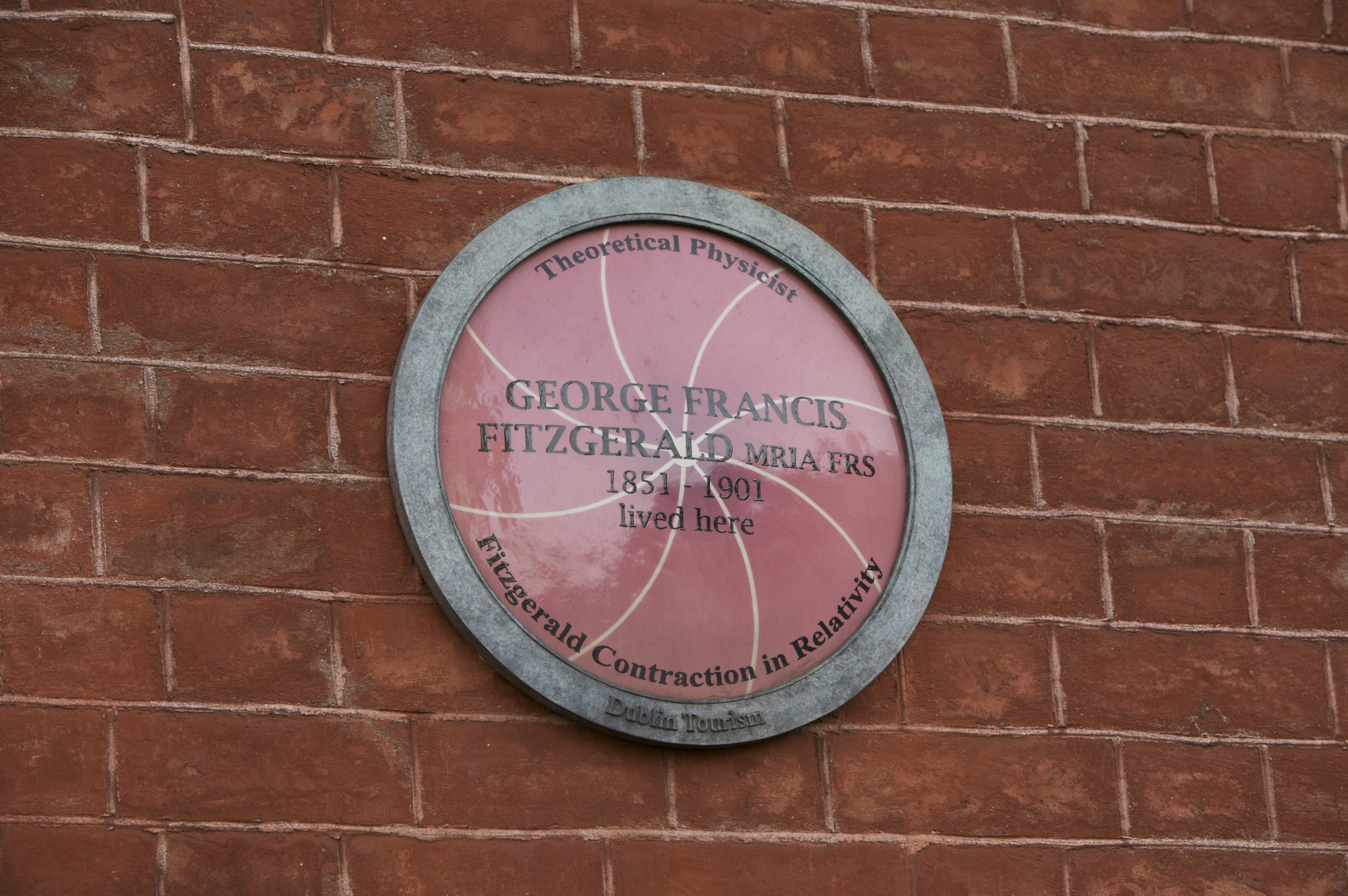
Placa al 7 Ely Place, Dublín, on vivia FitzGerald

## Contracció de longitud
FitzGerald és més conegut per la seva conjectura a la seva breu carta a l'editor de Science que si tots els objectes en moviment fossin escurçats en la direcció del seu moviment, això explicaria els curiosos resultats nuls de l'experiment de Michelson-Morley. FitzGerald va basar aquesta idea en part en la manera com es sabia que les forces electromagnètiques estaven afectades pel moviment. En particular, FitzGerald va utilitzar algunes equacions que havien estat derivades poc temps abans pel seu amic l'enginyer elèctric Oliver Heaviside. El físic holandès Hendrik Lorentz va tenir una idea molt semblant el 1892 i la va desenvolupar més plenament en transformacions de Lorentz, en relació amb la seva teoria dels electrons.
La hipòtesi de la contracció de Lorentz–FitzGerald (o contracció de FitzGerald–Lorentz) es va convertir en una part essencial de la Teoria Especial de la Relativitat, tal com la va publicar Albert Einstein el 1905. Va demostrar la naturalesa cinemàtica d'aquest efecte, en derivar-lo del principi de relativitat i la constància de la velocitat de la llum.

## Família
FitzGerald es va casar, el 21 de desembre de 1885, amb Harriette Mary, filla del reverend John Hewitt Jellett, rector de TCD i Dorothea Morris Morgan. Va tenir vuit fills amb ella, tres fills i cinc filles.
FitzGerald era el nebot de George Johnstone Stoney, el físic irlandès que va encunyar el terme "electró". Després que les partícules fossin descobertes per JJ Thomson i Walter Kaufmann el 1896, FitzGerald va ser qui va proposar anomenar-les electrons. FitzGerald també era nebot de Bindon Blood Stoney, un eminent enginyer irlandès. La seva cosina era Edith Anne Stoney, una física mèdica pionera.

## Experiments de vol

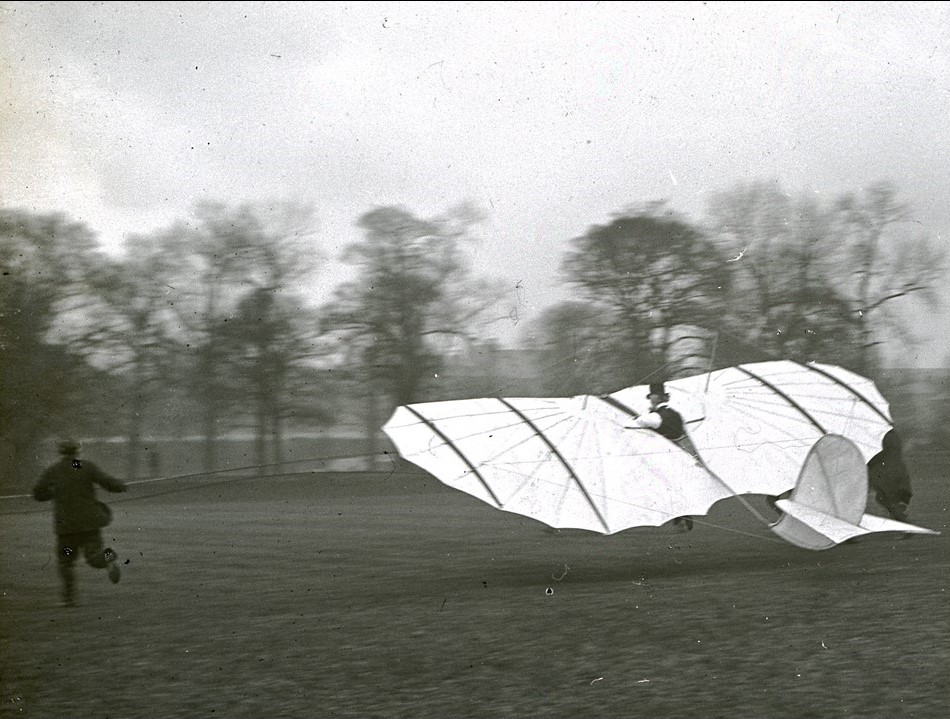
George Francis Fitzgerald volant a College Park el 1895.

FitzGerald, en comú amb altres a finals del segle xix, es va obsessionar amb les ganes de volar. Els seus intents a College Park, al Trinity College de Dublín, el 1895 van implicar un gran nombre d'estudiants que estiraven cordes de remolc enganxades al planador Lilienthal, i van cridar l'atenció de la gent de Dublín, més enllà de les baranes del carrer Nassau. FitzGerald es va treure l'abric en aquestes ocasions, però va conservar el barret de copa, que era un casc normal per a un becari en aquell moment. Els experiments no van ser coronats amb èxit i finalment van ser abandonats. La màquina voladora va estar penjada durant molts anys a l'edifici del Museu fins que un estudiant d'enginyeria inactiu va aplicar un lluminós al cordó del qual penjava. La flama va viatjar per la corda i va consumir el planador davant els indefensos espectadors.